# Que le spectacle commence
Ne doit pas être confondu avec Que le spectacle commence (Buffy).
Pour plus de détails, voir Fiche technique et Distribution.
Que le spectacle commence (titre original : All That Jazz) est un film américain réalisé par Bob Fosse, sorti en 1979. Il a remporté la Palme d'or lors du Festival de Cannes 1980, obtenue ex æquo avec Akira Kurosawa pour Kagemusha, l'Ombre du Guerrier.

## Synopsis
Chorégraphe, metteur en scène drogué aux amphétamines et fumeur invétéré, Joe Gideon mène une existence entièrement absorbée par le spectacle. Sa vie privée elle-même est un spectacle. Alors qu'il monte une nouvelle revue à Broadway, Joe est victime d'un infarctus. Pendant l'opération qui s'ensuit, il dialogue avec la Mort et voit sa vie tumultueuse défiler.

## Fiche technique
- Titre original : All That Jazz
- Titre français : Que le spectacle commence
- Réalisation : Bob Fosse
- Scénario : Robert Alan Aurthur et Bob Fosse
- Photographie : Giuseppe Rotunno
- Montage : Alan Heim
- Musique originale : Ralph Burns
- Musiques additionnelles : Antonio Vivaldi
- Décors : Philip Rosenberg
- Costumes : Albert Wolsky
- Producteur : Robert Alan Aurthur
- Producteurs associés : Wolfgang Glattes et Kenneth Utt
- Producteurs exécutifs : Daniel Melnick (en)
- Sociétés de production : 20th Century Fox et Columbia Pictures Corporation
- Pays de production : États-Unis
- Langue : anglais, espagnol
- Format : couleurs -  1,85:1 - Dolby - 35mm
- Genre : film dramatique, film musical
- Durée : 120 minutes
- Dates de sortie : 
  - États-Unis : 20 décembre 1979
  - France : 16 juillet 1980

## Distribution
- Roy Scheider (VF : Francis Lax) : Joe Gideon
- Jessica Lange (VF : Évelyne Selena) : Angelique
- Leland Palmer (VF : Jacqueline Porel) : Audrey Paris
- Ann Reinking (VF : Annie Balestra) : Kate Jagger
- Cliff Gorman (VF : Roger Carel) : Davis Newman
- Ben Vereen (VF : Med Hondo) : O'Connor Flood
- Erzsebet Foldi (VF : Catherine Lafond) : Michelle Gideon
- Michael Tolan (VF : Yves Massard) : Dr Ballinger
- Max Wright (VF : José Luccioni) : Joshua Penn
- William LeMassena (VF : René Bériard) : Jonesy Hecht
- Chris Chase (VF : Sylvie Moreau) : Leslie Perry
- Deborah Geffner (VF : Maïk Darah) : Victoria
- Kathryn Doby : Kathryn
- Anthony Holland (VF : Jacques Ferrière) : Paul Dann
- Robert Hitt : Ted Christopher
- David Margulies (VF : Philippe Mareuil) : Larry Goldie
- Sue Paul (VF : Catherine Arditi) : Stacy
- John Lithgow (VF : Bernard Woringer) : Lucas Sergeant
- Cathie Shirriff (VF : Marion Loran) : l'infirmière Briggs
- Joanna Merlin : Infirmière Pierce
- Keith Gordon (VF : Thierry Bourdon) : Joe Gideon jeune
- Sloane Shelton (VF : Paule Emanuele) : la mère de Joe
- CCH Pounder : l'infirmière Blake
- Wallace Shawn (VF : Jacques Ebner) : l'assistant d'assurance
- Jacqueline Solotar (VF : Jackie Berger) : la demandeuse d'autographe
- Sandahl Bergman : une danseuse

## Bande originale
La musique du film est composée par Ralph Burns. La BO comporte également des chansons interprétées par divers artistes et acteurs du film.
1. Main Title (Ralph Burns and his orchestra)
2. On Broadway (George Benson)
3. Michelle (Ralph Burns ans his orchestra)
4. Take off with us (Sandahl Bergman & Chorus)
5. Concert in G (Ralph Burns ans his orchestra)
6. Ponte Vecchio (Ralph Burns ans his orchestra)
7. Everything old is new again (Peter Allen)
8. South Mt Sinai Parade (Ralph Burns ans his orchestra)
9. After you've gone (Leland Palmer)
10. There'll be some changes made (Ann Reinking)
11. Who's sorry now (Chorus)
12. Some of these days (Erzsebet Foldi)
13. Going home now (Ben Vereen)
14. Bye Bye Love (Roy Scheider & Ben Vereen)

## Distinctions

### Récompenses
- Festival de Cannes 1980 : Palme d'or (ex æquo avec Kagemusha d'Akira Kurosawa).

- Oscars du cinéma 1980 :
  - Meilleurs direction artistique
  - Meilleurs costumes
  - Meilleur montage
  - Meilleure adaptation musicale

### Nominations
- 52e cérémonie des Oscars :
  - Meilleur film
  - Meilleur réalisateur pour Bob Fosse
  - Meilleur acteur pour Roy Scheider
  - Meilleur scénario original pour Robert Alan Arthur et Bob Fosse
  - Meilleur photographie

- 37e cérémonie des Golden Globes :
  - Meilleur acteur dans un film musical ou une comédie pour Roy Scheider

## Postérité et influences
Daniel Melnick, producteur du film, compare Que le spectacle commence à Citizen Kane et le considère comme aussi influent que le film de Welles pour une nouvelle génération de réalisateurs. Ainsi Richard Pryor pour son seul film comme réalisateur Jo Jo Dancer, Your Life Is Calling reprend le canevas du film de Fosse. Darren Aronofsky de son propre témoignage, s'inspire directement du montage de la séquence  répétitive montrant les prises de médicaments du héros, pour sa scène de préparation et de consommation de drogue dans Requiem for a dream. Alejandro González Iñárritu pour son film Birdman et Chris Rock pour Top Five montrent l'influence du film de Fosse, dans la représentation du monde du spectacle confronté au monde intérieur de l'artiste. Stanley Kubrick considérait Que le spectacle commence comme le meilleur film qu'il ait jamais vu. 

## Autour du film
- Le film (intitulé All That Jazz en anglais) est nommé d'après la chanson All That Jazz de la comédie musicale Chicago, mise en scène par Bob Fosse à Broadway en 1975.
- Bien que réalisé en 1979, le film, largement autobiographique[2], mettant en scène la propre mort du cinéaste, est prémonitoire. Bob Fosse meurt d'épuisement au travail le 23 septembre 1987 .
- En 1974, John Lennon, dans la chanson "Nobody Loves You" (de l'album "Walls & Bridges") utilise la phrase « It's all show biz » (à 1 min 13 s du début de la chanson) dans un contexte similaire  (L'Amour et nos façons de le prouver).